# Апостольский экзархат Италии
Апостольский экзархат Италии  (лат. Exarchatus Apostolicus Italiae Ucrainorum) — экзархат Украинской греко-католической церкви с центром в городе Рим, Италия. Кафедральным собором экзархата является церковь святых Сергия и Вакха.

## История
11 июля 2019 года Папа Римский Франциск создал Апостольский экзархат для украинских католиков византийского обряда, которые проживают в Италии. Апостольским Администратором для нового экзархата назначен Генеральный Викарий папы для Римской епархии кардинал Анджело де Донатис.
24 октября 2020 года Папа Франциск назначил Дионисия Ляховича апостольским экзархом для украинских греко-католиков византийского обряда в Италии.
В экзархат вошли 145 религиозных общин по всей территории Италии, в состав которых входит около 70 000 верующих. Центром Апостольского экзархата является церковь святых Сергия и Вакха в Риме.
31 мая 2021 года Апостольский экзархат Италии принял решение о переходе на григорианский календарь с 1 сентября 2021 года.

## Ординарии
- Глеб (Лончина) (2003—2009)
- Дионисий Ляхович[укр.] (2009—2019)
- кардинал Анджело Де Донатис (2019—2020), апостольский администратор sede vacante экзархата
- Дионисий Ляхович[укр.] (с 24 октября 2020), апостольский экзарх